# 12165 Ringleb
12165 Ringleb (tên chỉ định: 3289 T-2) là một tiểu hành tinh vành đai chính. Nó được phát hiện bởi Cornelis Johannes van Houten, Ingrid van Houten-Groeneveld, và Tom Gehrels ở Đài thiên văn Palomar ở Quận San Diego, California, ngày 30 tháng 9 năm 1973. Nó được đặt theo tên Peter Ringleb, a neurologist ở University of Heidelberg.